# Parque nacional Cueva de la Quebrada del Toro
El parque nacional Cueva de la Quebrada del Toro es un parque nacional de Venezuela, ubicado en la sierra falconiana, específicamente en el sistema de colinas Lara-Falcón, municipio Unión, al sur de Santa Ana de Coro.  
Ocupa 4.885 ha de espacios montañosos y formaciones características que cuenta con una longitud de 1200 metros. La cueva está conformada por un río subterráneo, con un embalse de unos 500 m de longitud aproximadamente, navegable en botes pequeños. Su mayor recurso hídrico es el río El Toro, afluente del río Tocuyo que drena hacia el mar Caribe. Las elevaciones sobrepasan los 800 m s. n. m.
Las actividades permitidas en el parque son excursionismo, paseos, investigación científica, acampada y recorridos de espeleología. Fue declarada parque nacional el 21 de mayo de 1969.
Al parque se accede por la carretera Coro - Churuguara - Santa Cruz De Bucaral - La Taza, a 9 kilómetros del puesto de guarda parques, en dirección sureste, se sigue por un sendero para luego arribar al área y su horario de visita está comprendido de 6:00am a 12:00pm.

## Clima
La temperatura se encuentra entre 25 °C a 27 °C, con una precipitación de 1100 a 2200mm y se presentan precipitaciones muy altas ya que se encuentra ubicada en la sierra falconiana.

## Hidrografía

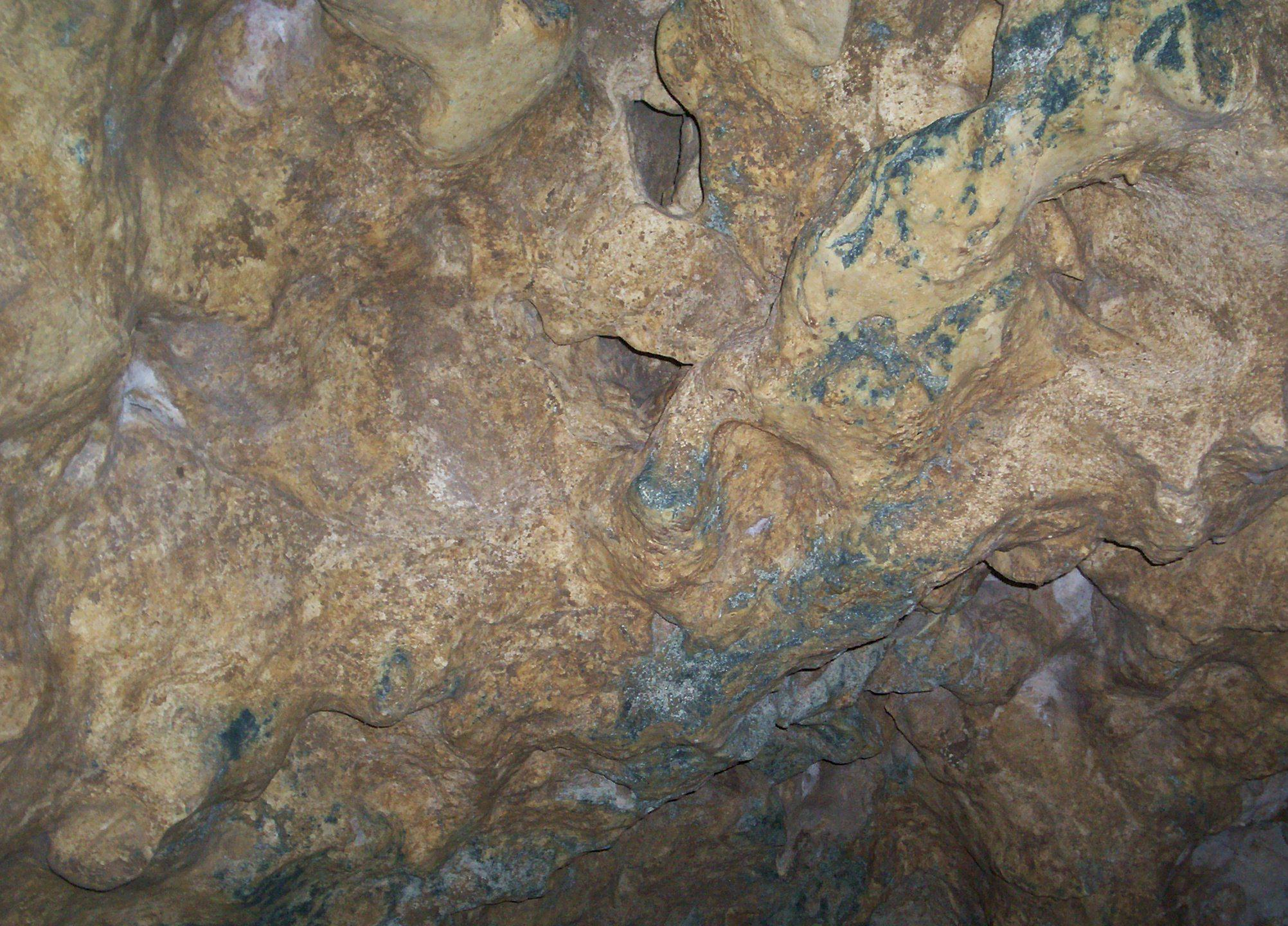
Interior de la cueva.

La cueva posee un río llamado El Toro, el cual es el mayor río subterráneo conocido en Venezuela y posee una altura de unos 20 metros, sus aguas frías y profundas oscilan entre 5 y 7 metros de profundidad, las cuales son aguas turbias en períodos lluviosos.

## Flora
La flora de la cueva está conformada por una gama de diferentes especies  de plantas , las más notables son: el helecho, hongos, algas, plantas de la familia del cambur, ocumo, el bucare, el araguaney, aguacatillo, líquenes, higuerón, guaraba, rosa, indio desnudo, apamate y chaguaramo.

## Fauna
Posee una fauna variada como lo son las aves, mamíferos y reptiles. El más atractivo es el guácharo que lleva como nombre científico “Steatomis Campensis”. Otras aves que presenta la cueva son el paují, la guacamaya azul, la paloma turca, el arrendajo, el azulejo, el pájaro campanero y las cotorras.También se destaca el famoso y endémico Escorpión de Hueque (Tityus falconensis), un Escorpión exclusivo de la Sierra falconiana.
Los mamíferos que allí se encuentran son el cachicamo, el zorro granjero, el araguaco, la lapa, la danta, jaguares, ardillas voladoras, murciélagos monos capuchinos y el cunaguaro. La serpiente mapanare, la tragavenado, serpientes de cascabeles, cuaimas y la tigra mariposa son los reptiles que habitan en la cueva.